# Sellaíta
La sellaíta es un mineral de la clase de los minerales haluros. Fue descubierta en 1868 en el glaciar Gébroulaz, en la región de Ródano-Alpes (Francia), siendo nombrada así en honor de Quintino Sella, ingeniero de minas italiano. Sinónimos poco usados son: belonesita o belonosita.

## Características químicas
Es un fluoruro simple de magnesio, anhidro. Su estructura tetragonal está relacionada con la de los minerales del grupo del rutilo (M4+O2) -con M un metal-.
Los cristales exhiben un brillo violeta pálido cuando son calentados.

## Formación y yacimientos
Aparece en morrenas glaciares, en rocas con dolomita-anhidrita bituminosas. También se ha encontrado en evaporitas, en eyecciones volcánicas y depósitos de fumarolas, en mármol en Carrara, en yacimiento metamórfico de magnesita y en un granito alcalino.
Suele encontrarse asociado a otros minerales como: fluorita, azufre, celestina, anhidrita, yeso, magnesita o cuarzo.